# Махотин, Юрий Андреевич
Юрий Андреевич Махотин (род. 10 марта 1930, Страшевичи) — советский и российский живописец, член Союза художников СССР (с 1970) и России (с 1991), народный художник Российской Федерации (2006).

## Биография
Родился 10 марта 1930 года в селе Страшевичи Жирятинского района Брянской области.
В 1951 году окончил Орловское художественное училище. В 1953—1956 годах служил в советской армии в Карелии. В 1981 году Юрию Махотину было присвоено почётное звание «Заслуженный художник РСФСР». С 1972 по 1991 год он совершал ежегодные поездки в Дом творчества «Академическая дача». В 1988 году передал в дар музею Фёдора Ивановича Тютчева в Овстуге 23 пейзажа. 
В 1997 году Юрий Махотин был включён американским биографическим институтом в VIII издание международного справочника выдающихся и передовых людей. В этом же году он стал лауреатом Всероссийской премии имени А. М. Грицая и передал в дар БГУ им. академика И.Г. Петровского 20 пейзажей. 
В 2005 году стал лауреатом Всероссийской премии им. Ф. И. Тютчева «Русский путь». В 2006 году ему было присвоено почётное звание «Народный художник России». С 2007 по 2010 год Юрий Махотин был членом Общественной палаты Брянской области.
Любимым жанром Юрий Махотина является пейзаж. Широко известны его пейзажные серии: «Эхо войны», «Карелия и Соловки», «Деревенька моя», «Времена года», «Овстуг — край вдохновения».